# Pergula
Pergula bylo označení někdejší gotické hranolové hradební věže přiléhající k budově konventu Dominikánského kláštera v Českých Budějovicích směrem od Slepého ramene.

## Lokace a historie

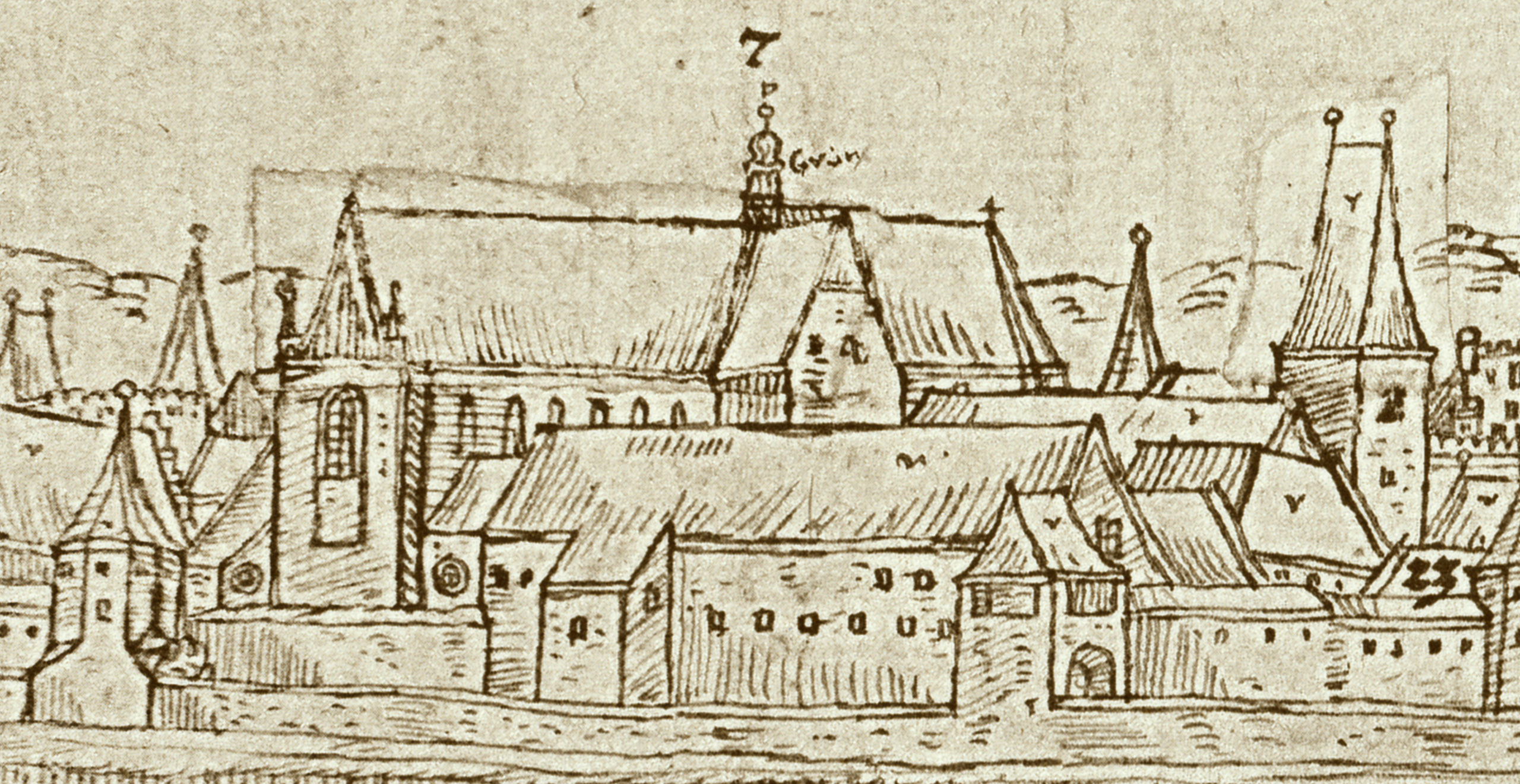
Na Willenbergově vedutě (1602) vpravo dole, vlevo od věže záchodový přístavek

Byla součástí středověkého hradebního systému města, přiléhala k jihozápadnímu rohu budovy dominikánského konventu. Vzdálenost mezi vnitřní (hlavní) a vnější hradební zdí byla v těchto místech minimální, takže věž zúžený parkán zcela vyplňovala. Je zachycena na Willenbergově vedutě z roku 1602. V této době vedl přízemím věže klenutý průchod, který umožňoval pohyb parkánem. Vrchol kryla barokní prejzová střecha. V blízkosti věže ze západního průčelí budovy konventu do parkánu vystupoval patrně záchodový přístavek, který mohl vzniknout přestavbou další hradební věže. Vyobrazena je i na olejomalbě Panny Marie Budějovické s vedutou Českých Budějovic z roku 1677. V roce 1709 uvádějí historické prameny „zřícení neudržované hradební věže u budovy konventu“, které vedlo dominikány k žádosti o užívání věže náhradou za její rekonstrukci. Johann Christoph Winkler na vedutě kláštera z roku 1774 věž uvádí pod označením Pergula (písmeno „L“). Společně s Klínovitou baštou ji na fotografii pořízené kolem roku 1890 zachytil českobudějovický fotograf Ferdinand Künzl. Zanikla na konci 19. století.

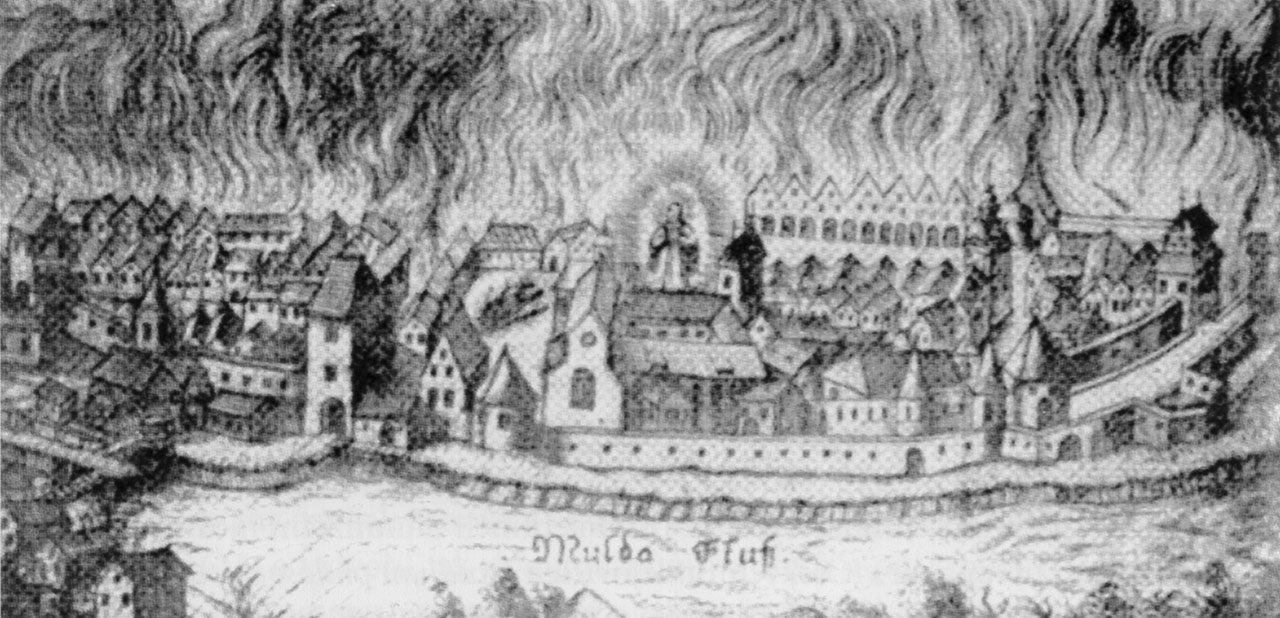
Na Wussinově vedutě požáru 1641 (1664)
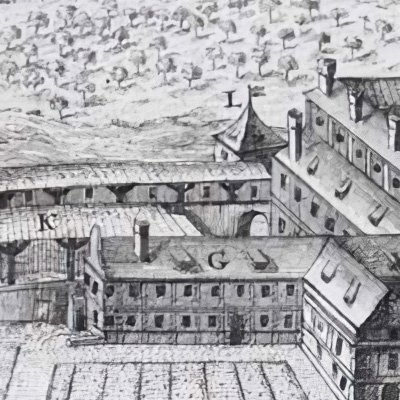
Na Winklerově vedutě (1774) pod „L“
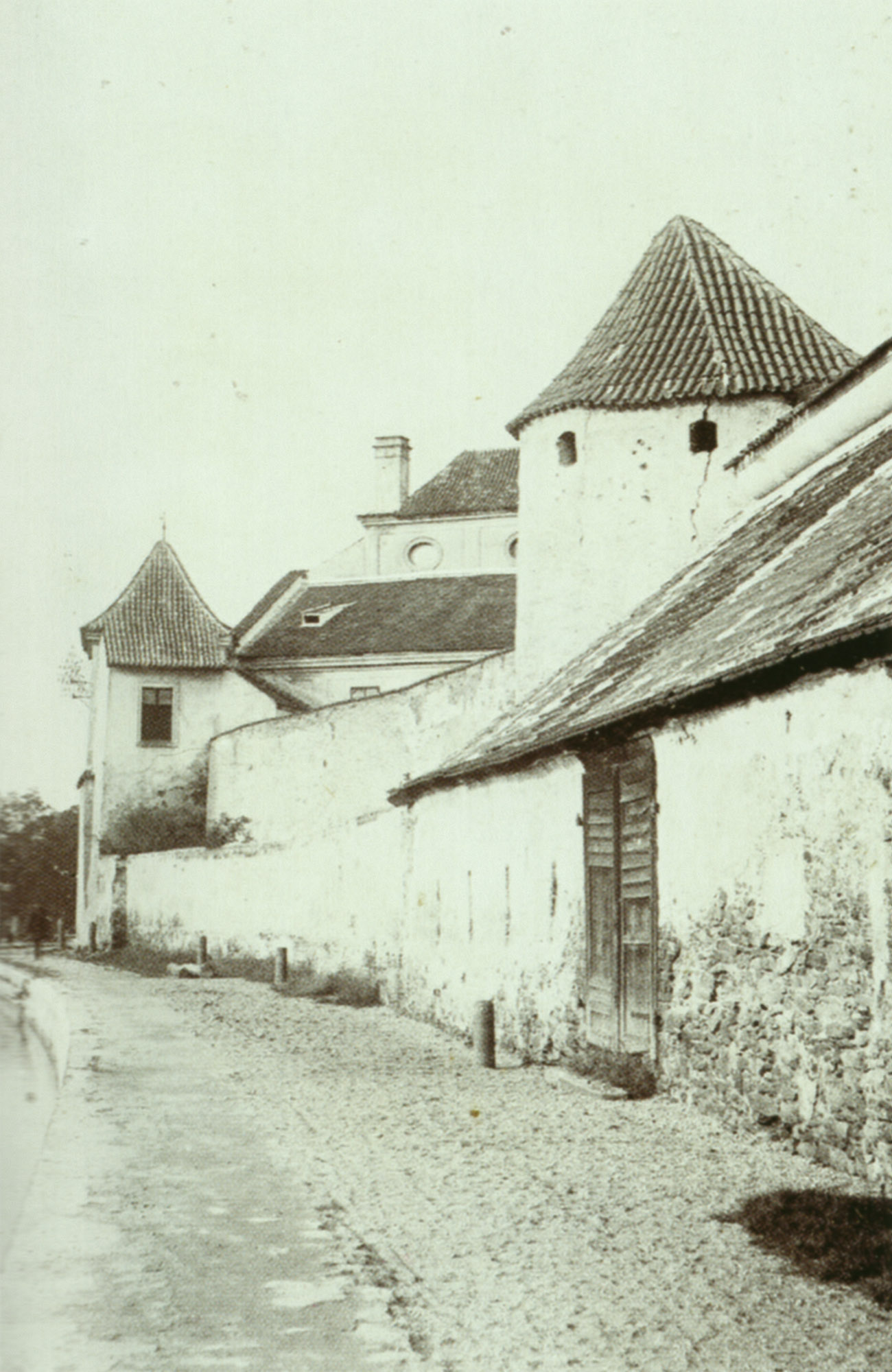
Na snímku F. Künzla s Klínovitou baštou (1890)